# Sebastian Jung
Sebastian Alexander Jung est un footballeur international allemand, né le 22 juin 1990 à Königstein im Taunus en Allemagne. Il évolue comme arrière droit au Karlsruher SC.